# نسوية اجتماعية
النسوية الاجتماعية هي الحركة النسوية التي تدافع عن الحقوق الاجتماعية وسبل الراحة الخاصة بالنساء. استُخدم المصطلح أول مرة لوصف أعضاء في حركة حق النساء في الاقتراع في أواخر القرن التاسع عشر وبدايات القرن العشرين، اهتموا في المشاكل الاجتماعية التي تؤثر على الأطفال والنساء. ارتأوا أن الحصول على حق الاقتراع هو وسيلة لتحقيق أهدافهم الإصلاحية لا هدف أساسي. بعد أن كسبت النساء حق الاقتراع، استمرت النسوية الاجتماعية على شكل نسويين عاملين يدافعون عن تشريعات الحماية ومزايا خاصة بالنساء. يستخدَم المصطلح على نطاق واحد رغم أن بعض المؤرخين شككوا في صحته.

## النشاطات

### فرنسا
اقتصرت النسوية في فرنسا في تسعينيات القرن التاسع عشر على نساء الطبقة البرجوازية. تحاول نساء مثل يوجين بوتوني بيير نشر الحركة عن طريق دمج اهتماماتهن الاجتماعية بنسويتهن، وضم نساء الطبقة العاملة إلى الحركة النسوية. أُسست المنظمة الفرنسية للنسوية الاجتماعية في بداية عام 1982، وعقدت مؤتمرًا حضره كثيرون من 13 إلى 15 مايو عام 1892، مع النسويين الاجتماعيين، والنسويين السائدين، والاشتراكيين. لم ينجح المؤتمر في طرح مقترحات عملية أو سياسة مترابطة. لم تكن محاولاتهم الحذرة في النسوية الاجتماعية ناجحة. بدلًا من ذلك، تطورت حركة من النساء العاملات ضمن الحركة الاجتماعية.
أجرت مارغريت دوراند، وهي مؤسسة صحيفة لا فروند النسوية الاجتماعية -التي نظمت المؤتمر العالمي لحقوق المرأة عام 1900- محاولة أخيرة لخلق حركة نسوية اجتماعية في فرنسا. اعتبرت دوراند أن النسوية الاجتماعية أكثر من تعبير عن القلق بخصوص المشاكل الاجتماعية، بل هي وسيلة لتوسيع قاعدة الحركة النسوية. شعرت أن النساء العاملات سيشعلن الثورة النسوية، رغم أن النساء البرجوازيات سيتحكمن بها. تضمنت اللجنة التنظيمية اشتراكيين معتدلين.
بلغ عدد الحضور في المؤتمر 500 شخصًا معظمهم من النساء الثريات. كانت نيتهن أن يصوتن لجعل ساعات العمل في المصانع 8 ساعات، لكنهن امتعن عن وضع الشروط نفسها لخادماتهن. كانت هناك امرأتان تنتميان للاشتراكية هما إليزابيث رينود ولويز سومونو لم تقبلا قيادة دوراند ببساطة. في النهاية، أنهى المؤتمر الانقسام الموجود بين النسوية والنساء العاملات. أصبحت سومونو معادية للحركة النسوية؛ لأنها تعتبر الصراع الطبقي أكثر أهمية، واستنكرت النسوية «البرجوازية» ولم تهتم كثيرًا بالمشاكل الخاصة بالنساء.

### أميركا
كان النسويون الاجتماعيون في الولايات المتحدة في مطلع القرن العشرين أكثر اهتمامًا بالمشاكل الاجتماعية الكبيرة بدلًا من الصراعات السياسية الصغيرة، واعتبروا أن النسويين الأوائل مثل أنتوني وستانتون أنانيون في طلبهم حق الاقتراع من أجل الاقتراع نفسه. اعتبروا أن حق الاقتراع وسيلة تساعد على تحسين المجتمع. لم يكن الاتحاد النسائي المسيحي للامتناع عن المسكرات المحافظ والنسوي الاجتماعي، والذي تقوده فرانسيس ويلارد (1839- 1898)، مهتمًا بحق المرأة في الاقتراع، وعلى الأرجح أنه كان ناشطًا معارضًا حتى عام 1880 تقريبًا. في تلك الفترة، ظهرت فكرة أن حق المرأة في الاقتراع هو الطريقة الوحيدة للقيام بالتغييرات في التشريعات اللازمة لدعم الامتناع عن المسكرات. كان الامتناع عنها هو الهدف الرئيسي، وكان حق المرأة في الاقتراع وسيلة مناسبة لتحقيق هذه الهدف. على المدى الطويل، ضم الاتحاد النسائي المسيحي للامتناع عن المسكرات المزيد من النساء إلى حركة حق المرأة في الاقتراع، لكن على المدى القصير، كان منافسًا للعديد من منظمات الدفاع عن حق المرأة في الاقتراع.
شكل النسويون الاجتماعيون أساس حركة حقوق المرأة في أميركا، ومن وجهة نظرهم، كانت المرأة مختلفة بطبيعتها عن الرجل. أقاموا حملات مطالبين بتحسينات اجتماعية وحماية اهتمامات المرأة. تضمنت بعض القضايا التي دافعوا عنها: التعليم، وحقوق التملك، وفرص العمل، وقوانين العمل، وحماية المستهلك، والصحة العامة، وحماية الطفولة والاقتراع. مثلت كل من فلورنس كيلي (1859- 1932) وجين آدمز النسويون الاجتماعيون. كانتا تعتقدان أن الحصول على حق الاقتراع أمر أساسي بالنسبة إليهما لتحقيق أهدافهما الاجتماعية.
في بداية القرن العشرين، عمل قادة نسويون اجتماعيون من المنظمة الوطنية الأميركية لحق المرأة في الاقتراع، مثل مود وود بارك (1871- 1955) وهيلين إتش. غاردنر (1853- 1952) من أجل حق المرأة في الاقتراع. انطوى منهجهم على الضغط الهادئ على السياسيين الذكور البارزين، بينما تبنى الحزب الوطني للمرأة المتطرف منهجًا أكثر عدوانية ينطوي على المظاهرات والاعتصامات. أيدت النسوية الاجتماعية العديد من وجهات النظر التقليدية حول الأدوار القائمة على النوع الاجتماعي، ولم تهدد القوى الذكورية ومن الممكن أنها عززت الاتفاقيات التقليدية، لكن الاستراتيجية نجحت عام 1920 في الحملة من أجل الاقتراع. بعد إحراز هذا التقدم، اقترح حزب المرأة الوطني تعديل المساواة في الحقوق. كان التعديل يعارض بشدة النسوية الاجتماعية التي اعتبرت أنه يحبط العديد من المكاسب التي حققها فيما يخص معاملة النساء العاملات.
في الفترة التي تلت الفوز بالاقتراع، تراجعت الحركة النسوية الاجتماعية في الولايات المتحدة. وفقًا لويليام أونيل «يجب الآن خوض مغامرة لا تكون في جوهرها من أجل النضال ضد المشكلات الاجتماعية بل ضد الأعراف الاجتماعية، مثل الرقص، والتدخين، والبدع الجنسية، والأدب الجريء، والفن الطليعي الفراغ الذي خلقه انهيار النسوية الاجتماعية. على أي حال، واصل النسويون الكادحون التحريض من أجل الإصلاح في مكان العمل. لم يرغب النسويون الاجتماعيون في إنهاء كل الاختلافات المبينة على الجنس، بل فقط تلك التي تسبب ضررًا للنساء. على سبيل المثال، شعروا أن قوانين الدولة التي حددت الحد الأدنى من الأجور والحد الأعلى للأجور الساعية أفادت المرأة.

## النقد
مفهوم النسوية الاجتماعية مفيد في تحديد مجموعة من النشاطات، لكن من الممكن أن تكون فكرة التعارض مع النسوية الراديكالية مضللة. في حركة أفكار عن حق المرأة في الاقتراع، 1890- 1920 (1965)، أظهرت إيلين إس. كراديتور الاختلاف بين الإيمان بالعدالة الطبيعية للمرأة التي تتمتع بحق الاقتراع، وهو أمر شائع بين النساء حتى نهاية القرن التاسع عشر، والإيمان بنفعية النساء اللواتي يردن الاقتراع من أجل معالجة مشكلات اجتماعية الذي كان أكثر شيوعًا في أوائل القرن العشرين. على أي حال، شهدت كاديتور تحولًا تدريجيًا في انتقال التركيز من «العدالة» إلى «النفعية» في أسباب حق المرأة في الاقتراع بدلًا من الصراع بينهما. كانت منظمات مثل الاتحاد النسائي المسيحي للامتناع عن المسكرات مناصرة للنسوية الاجتماعية في البداية، بينما كانت المنظمة الأميركية الوطنية لحق المرأة في الاقتراع أساس الحركة من وجهة نظر أونيل، ولكن كان هناك تداخل كبير في عضويتهما. ينتمي نشطاء مثل ماري ريتر بيرد، وفلورنس كيلي، ومود يونغر لكلتا المجموعتين.